# Vitamin-K-epoksid reduktaza (varfarin-sensitivna)
Vitamin-K-epoksid reduktaza (varfarin-sensitivna) (EC 1.1.4.1, vitamin-K-epoksidna reduktaza (varfarin-sensitivna)) je enzim sa sistematskim imenom 2-metil-3-fitil-1,4-naftohinon:oksidovani-ditiotreitol oksidoreduktaza. Ovaj enzim katalizuje sledeću hemijsku reakciju:
2-metil-3-fitil-1,4-naftohinon + oksidovani ditiotreitol {\displaystyle \rightleftharpoons } 2,3-epoksi-2,3-dihidro-2-metil-3-fitil-1,4-naftohinon + 1,4-ditiotreitol
U reverznoj reakciji se vitamin K 2,3-epoksid redukuje do vitamina K, a potencijalno i do vitamin K hidrohinona posrestvom 1,4-ditiotreitola, koji se oksiduje do disulfida.

## Literatura
- Nicholas C. Price; Lewis Stevens (1999). Fundamentals of Enzymology: The Cell and Molecular Biology of Catalytic Proteins (Third изд.). USA: Oxford University Press. ISBN 019850229X.
- Eric J. Toone (2006). Advances in Enzymology and Related Areas of Molecular Biology, Protein Evolution (Volume 75 изд.). Wiley-Interscience. ISBN 0471205036.
- Branden C; Tooze J. Introduction to Protein Structure. New York, NY: Garland Publishing. ISBN 0-8153-2305-0.
- Irwin H. Segel. Enzyme Kinetics: Behavior and Analysis of Rapid Equilibrium and Steady-State Enzyme Systems (Book 44 изд.). Wiley Classics Library. ISBN 0471303097.

## Spoljašnje veze
- Vitamin-K-epoxide+reductase+(warfarin-sensitive) на 